# Vasárnapi nép
A Vasárnapi nép Cseh Tamás 1989-ben kiadott koncertlemeze, csak LP-formátumban jelent meg. Az album A 100. éjszaka műsor felvétele, a Katona József Színházban készült 1989. április 14-15-én.

## A dalok listája
1. Sohase láttam ilyen időt
2. Váróterem
3. Valóság nagybátyám
4. A haver
5. Tangó
6. Háromnegyed egy van
7. Vasárnapi nép
8. Színház
9. Tanulmányi kirándulás
10. Út Pécs felé
11. Blues
12. Micsoda útjaim
13. A 100. éjszaka
14. Gézuka szemefénye[2]
15. Nincsen más

## Közreműködők
- Ének, gitár: Cseh Tamás – Szöveg: Bereményi Géza
- Mártha István (zongora, szintetizátor, vokál)
- Novák János (gitár, zongora, cselló, vokál)

- Hangszerelés: Novák János, Mártha István